# Света Марина (Мунух)
„Света Марина“ (на гръцки: Ἁγίας Μαρίνης) е православна църква в сярското село Мунух (Мавроталаса), Гърция, част от Сярската и Нигритска епархия.
Църквата е разположена в североизточната махала Пиргос. Построена е в 1979 година като нов енорийски храм, замествайки съседната „Свети Георги“. Основен двигател на изграждането на новия храм е архимандрит Гедеон Сугарос. Осветена е в 1990 година от митрополит Максим Серски и Нигритски. В архитектурно отношение е кръстокуполна базилика. Стенописите са дело на художника Николаос Голас. От западната страна на храма има аязмо.